# Hexafluorofosfat de liti
L'hexafluorofosfat de liti és una sal binària del catió liti(1+), {\displaystyle {\ce {Li^+}}} i de l'anió heteropoliatòmic hexafluorofosfat(1-), {\displaystyle {\ce {PF6^-}}}, de fórmula química {\displaystyle {\ce {LiF6P}}}. A temperatura ambient és un sòlid blanc en forma de pols, soluble en aigua i higroscòpic. Malgrat és estable s'hidrolitza fàcilment. La seva conductivitat iònica és molt alta dissolt en dissolvents orgànics. S'empra com electròlit a les bateries d'ió liti.

## Estructura
L'anió {\displaystyle {\ce {PF6^-}}} té una estructura de bipiràmide de base quadrada amb el fòsfor situat al mig i enllaçat a quatre fluors situats als quatre vèrtexs de la base quadrada i a dos fluors situats als vèrtexs de les dues piràmides.

## Propietats físiques
Té un punt de fusió de 194 °C i una densitat de 2,84 g/cm³. És estable des del punt electroquímic, és molt soluble en dissolvents orgànics, no reacciona amb els dissolvents, té elevada conductivitat, té una massa molecular baixa (151,9 g/mol), el cost de la seva obtenció és baix, no és tòxica.

## Propietats químiques
Traces d'aigua produeixen fàcilment la seva descomposició en fluorur d'hidrogen, àcid fosfòric i fluorur de liti:
{\displaystyle {\ce {LiPF6 + 4 H2O -> 5 HF + LiF + H3PO4}}}Si s'escalfa en estat sòlid fins a 30 °C es descompon en trifluorur de fòsfor i pentafluorur de fòsfor acompanyats de fluorur de liti. Però en dissolució la temperatura oscil·la entre 80 °C i 130 °C.

## Preparació
La seva preparació es basa en la reacció:
{\displaystyle {\ce {PCl5 + 6 LiF -> LiPF6 + 5 LiCl}}}El {\displaystyle {\ce {LiF}}} es dissol en fluorur d'hidrogen i s'introdueix el pentaclorur de fòsfor en forma de gas.

## Aplicacions

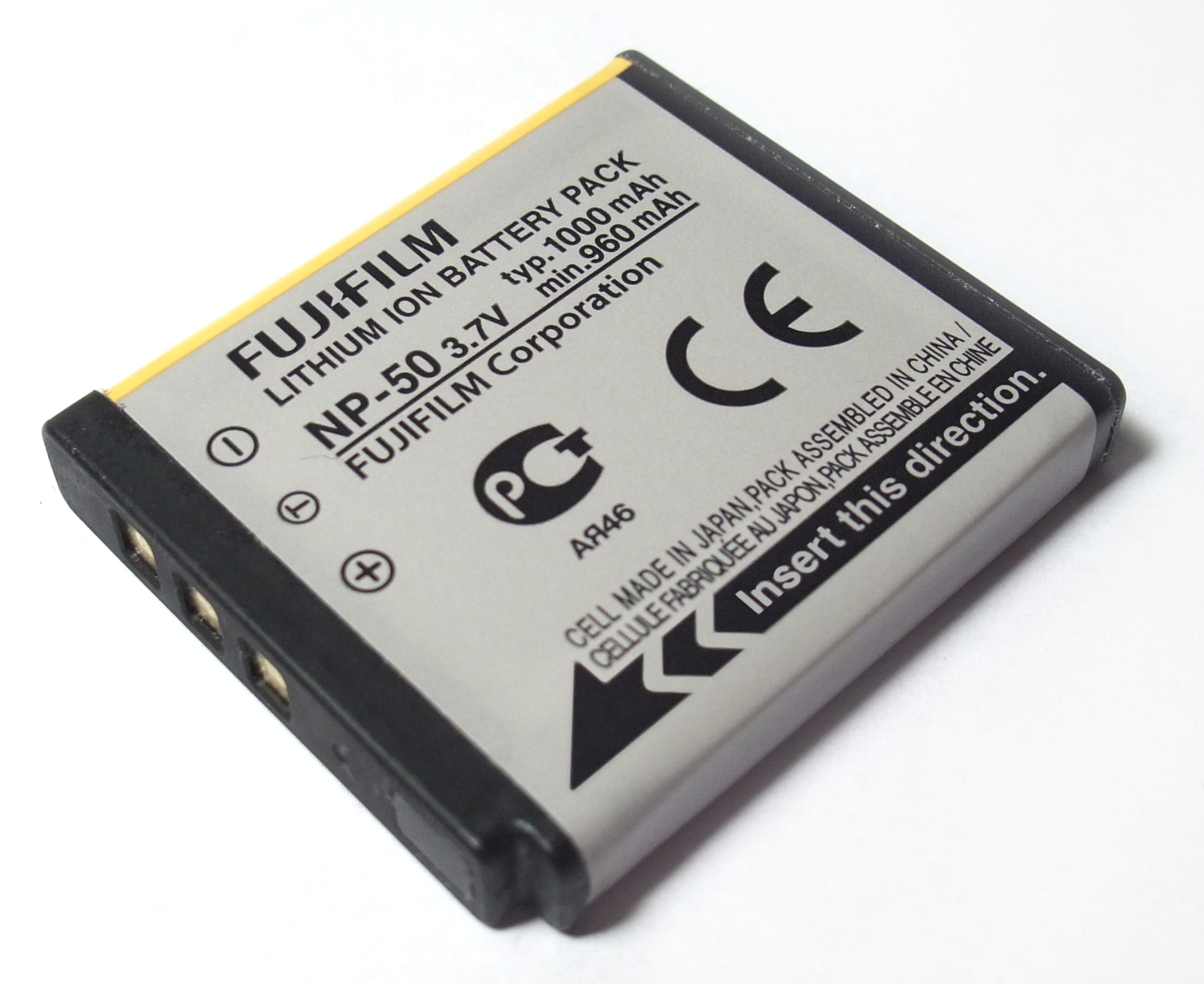
Bateria d'ió liti

Aquest compost s'utilitza àmpliament en la preparació de bateries d'ió liti recarregables, en les quals s'empra com electròlit dissolt en diferents tipus de dissolvents. El {\displaystyle {\ce {LiF6P}}} també s'empra juntament amb dimetilsulfòxid (DMSO) en la solució d'electròlit per a bateries Li-aire. Llevat de les aplicacions en bateries no té altres aplicacions actualment.